# Апуре (щат)
Апу̀ре (на испански: Apure) е един от 23-те щата на южноамериканската държава Венецуела. Намира се в западната част на страната. Общата му площ е 76 500 км², а населението е 593 694 жители (по изчисления за юни 2017 г.). Основан е през 1901 г.